# ガラクトマンナン

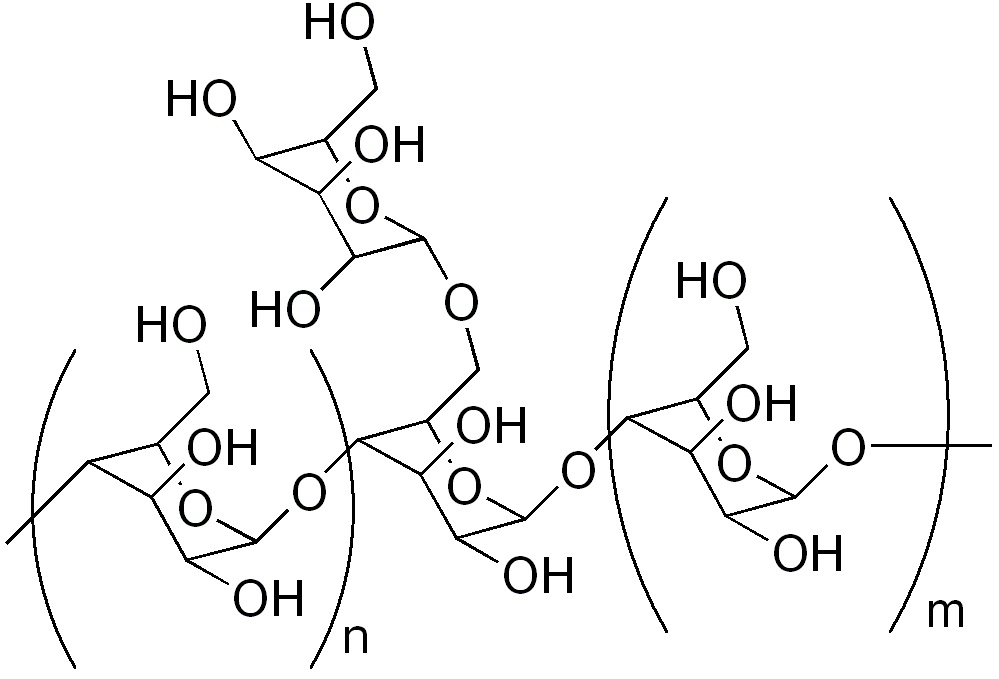

ガラクトマンナン（Galactomannan）は多糖類の一群で、マンノースからなる直線状主鎖（β-(1-4)-D-マンノピラノース）にガラクトース（α-D-ガラクトピラノース）がα-(1-6)-結合したものをいう。一部の植物と菌類に含まれる。

## 食品への利用
豆類から得られるものが、食品の増粘剤・安定剤として用いられている。マンノースとガラクトースの比率は由来により異なる。代表的なものとして、ローカストビーンガム（イナゴマメ種子［キャロブ］由来；マンノース:ガラクトース比は約4:1）、グアーガム（グアー豆種子由来；2:1）、フェヌグリークガム（フェヌグリーク種子由来；1:1）などがある。ガラクトースが少ないものは熱水にのみ溶けるが、多いものは冷水にも溶ける。

## 医療関係
ガラクトマンナンはアスペルギルス（コウジカビ属）やカンジダなどの菌類の細胞壁にも含まれる。アスペルギルスが体内で繁殖するアスペルギルス症ではガラクトマンナンが血中に出現するため、これを免疫化学的に検出する方法が診断に用いられる。
一方、ドライアイの治療のために潤滑剤としてガラクトマンナンを点眼する方法が研究されている。